# Alfred Bates
Alfred Bates   (Filadèlfia, 24 d'abril de 1905 - Filadèlfia, 9 de juny de 1999) va ser un atleta estatunidenc, especialista en el salt de llargada, que va competir durant les dècades de 1920 i 1930.
El 1928 va prendre part en els Jocs Olímpics d'Amsterdam, on guanyà la medalla de bronze en la prova del salt de llargada del programa d'atletisme.
El 1927 i 1928 guanyà el títol de dalt de llargada de l'IC4A i el 1930 i 1931 guanyà el de l'AAU.

## Millors marques
- Salt de llargada. 7,58 m (1928)[1][2]